# Sông Nelson
Sông Nelson (tiếng Anh: Nelson River) nằm ở bắc-trung của Bắc Mỹ, trên địa giới tỉnh Manitoba của Canada. Chiều dài đầy đủ của sông là 2.575 kilômét (1.600 mi), sông có lưu lượng dòng chảy trung bình là 2.370 mét khối trên giây (84.000 cu ft/s), và có diện tích lưu vực đạt 892.300 kilômét vuông (344.500 dặm vuông Anh), trong đó 180.000 kilômét vuông (69.000 dặm vuông Anh) thuộc lãnh thổ của Hoa Kỳ. Sông thoát nước cho hồ Winnipeg và chảy được 644 kilômét (400 mi) trước khi đổ ra vịnh Hudson.
Sông Nelson chảy qua khiên Canada ra khỏi hồ Playgreen ở mũi phía bắc của hồ Winnipeg, và sau đó chảy qua hồ Cross, hồ Sipiwesk, hồ Split và hồ Stephens.
Vì là sông chảy ra từ hồ Winnipeg, sông Nelson là phần cuối của hệ thống sông Saskatchewan lớn hơn, cũng như là phần cuối của các hệ thống sông Red River và Winnipeg. Hồ Devils có đặc điểm bất thường vì là một hồ hiện nay không có dòng thoát ra, và đã chảy tràn sang sông Red vào ít nhất năm thời kỳ riêng biệt kể từ thời kỳ băng tan.
Bên cạnh hồ Winnipeg, các chi lưu chính của sông Nelson bao gồm sông Grass (có lưu vực là một khu vực dài ở phía bắc hồ Winnipeg) và sông Burntwood (chảy qua Thompson, Manitoba).
Sông Nelson chảy vào vịnh Hudson tại Port Nelson (nay là một đô thị ma), ngay phía bắc của sông Hayes và York Factory. Các cộng đồng khác về phía thượng lưu của sông bao gồm Bird, Sundance, Long Spruce, Gillam, Split Lake, Arnot, Cross Lake, và Norway House.
Sông được đặt theo tên của Thomas Button, một nhà thám hiểm người Wales đến từ St. Lythans, Glamorganshire, ông đã trú đông ở cửa sông vào năm 1612. Khu vực sông là nơi tranh giành của những người buôn bán lông thú, song sông Hayes đã trở thành tuyến đường chính để tiến vào nội địa.
Ngày nay, dung tích khổng lồ cùng những đoạn sông dốc đã khiến cho sông Nelson có tiềm năng thủy điện to lớn. Nạn lụt do việc xây đập đã khiến những người da đỏ phản ứng trrong quá khứ, song Hiệp định Lũ lụt phương Bắc được tạo ra vào thập niên 1970 đã giúp bù đắp những thiệt hại do lũ lụt gây ra.
Pháo đài Nelson, một điểm giao thương trong lịch sử của Công ty Vịnh Hudson, nằm ở cửa sông Nelson tại vịnh Hudson và là một điểm thương mại quan trọng vào đầu thế kỷ 18. Sau khi đóng vai trò then chốt trong việc thành lập Công ty Vịnh Hudson, Pierre Esprit Radisson, một nhà thám hiểm nổi tiếng người Pháp, là giám đốc thương mại trưởng tại Pháo đài Nelson vào một giai đoạn trong thời gian ông phụng sự cho nước Anh. Ngày nay, pháo đài Nelson không còn tồn tại. Hải cảng bị bỏ hoang Port Nelson vẫn còn lại ở phía đối diện tại cửa sông trên vịnh Hudson.